# Ade Capone
Adelino Capone, conosciuto come Ade Capone (Piacenza, 26 dicembre 1958 – Salsomaggiore Terme, 4 febbraio 2015), è stato un fumettista e autore televisivo italiano.

## Biografia

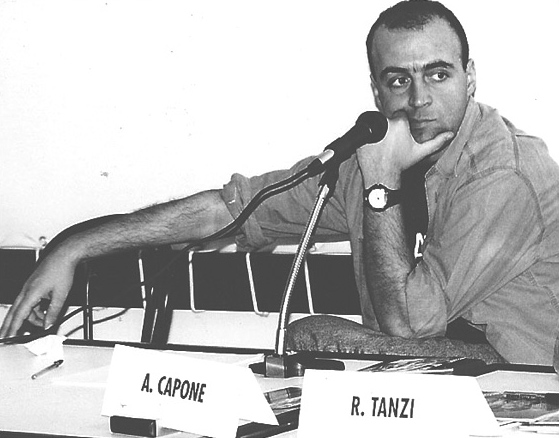
Ade Capone nel 1992

Nato a Piacenza, si trasferisce con la famiglia a Salsomaggiore e, mentre frequenta l'università la facoltà di Geologia, si dedica alla sceneggiatura di fumetti, pubblicando per la Casa Editrice Universo la sua prima storia su Albo Blitz nel marzo 1980. Scrive poi storie brevi per Intrepido e Skorpio della Eura Editoriale e per Boy Music e, successivamente, collabora con la Sergio Bonelli Editore, realizzando nel 1986 una storia di Mister No, una di Zagor nel 1987 e poi per Martin Mystère e, per la Comic Art, realizza con i disegni di Roberto De Angelis Kor One pubblicata nel 1991 su L'Eternauta.
Con altri fonda a Salsomaggiore la Cosmic Comics, una piccola azienda specializzata nell'importazione di comic book dagli USA per distribuirli nelle fumetterie. Nel 1992 passa quindi alla Star Comics per la quale idea e scrive quasi interamente da solo le storie di una nuova serie di fantascienza, Lazarus Ledd, che diverrà quella più longeva nella storia dei bonellidi, e della quale cura anche gli aspetti editoriali. Lazarus venne pubblicato anche in Brasile e in più paesi della ex-Jugoslavia.
Sempre nel 1992 fonda la Star Shop, una nuova azienda di distribuzione che porta alla nascita di nuove fumetterie e, in tal modo la serie Lazarus Ledd usufruisce anche della distribuzione nei negozi specializzati. Per la stessa casa editrice si occupa di traduzione ed editing di fumetti statunitensi (Bravura, Star Fantasy) e ricopre l'incarico di direttore editoriale del settore italiano. Sotto la sua supervisione, la Star Comics pubblica Hammer, Samuel Sand e Goccianera.
Nel febbraio del 1994, in occasione della mostra fumettistica Torino Comics, presenta Liberty, casa editrice indipendente per la quale produce e scrive miniserie di successo come Kor One, Il potere e la gloria nata sotto la Star Comics ma poi proseguita sotto la Liberty (disegnata da Stefano Raffaele) ed Erinni, disegnato da Luca Panciroli, che ha detenuto il record di vendite nel circuito delle fumetterie. Liberty, etichetta indipendente, è stata fondata da Capone con i soci della Cosmic Comics ed era finalizzata alla pubblicazione di miniserie auto-conclusive in formato comic book ma, nonostante i buoni esordi, l'esperienza dell'etichetta entrò poi in crisi e si concluse.
Nel 1995 vince il premio Fumo di China come miglior sceneggiatore. Tre anni dopo vince il premio Fumo di China come miglior editore indipendente, grazie a Erinni. Vince inoltre il Premio A.N.A.F.I. come talent scout, per aver scoperto disegnatori poi diventati autori affermati, tra i quali Giulio De Vita, Stefano Raffaele, Alessandro Bocci, Arturo Lozzi, Armando Rossi, Michele Cropera, Fabio Bartolini e Sergio Gerasi.
Sotto l'egida di Liberty si svolge anche la sua collaborazione con l'autore croato Danijel Žeželj, insieme al quale realizza due storie: Pagliacci e Nei tuoi occhi. Sempre Liberty, inoltre, dà alle stampe il volume Gli anni d'oro, scritto in collaborazione con Max Pezzali e basato sulle canzoni degli 883, band per la quale Ade ha scritto la sceneggiatura del videoclip del brano Il grande incubo.
Nel 1997 realizza due storie di Conan il barbaro per la Marvel Europe, pubblicate in Italia, Francia, Spagna e Germania. Nel 1998-1999 realizza per la Star Comics, insieme a Leo Ortolani, la miniserie di fantascienza Morgan: La Sacra Ruota.
Nel 2005 vengono pubblicate, negli Stati Uniti, le sue storie The Power and the Glory (disegni di Stefano Raffaele), e Connect (disegni di Sergio Gerasi). L'anno successivo, le pubblicazioni del suo personaggio di punta, Lazarus Ledd, passano alla cadenza bimestrale, a causa degli impegni di Capone. La scelta non si rivela di successo e viene quindi annunciata per fine anno la chiusura della serie regolare. Prosegue per alcuni numeri nella collana Lazarus Ledd Extra, albi semestrali di 128 pagine, fino al 2009.
Crea poi Trigger, una miniserie bimestrale pubblicata Star Comics, il cui primo numero riscuote buon successo a Lucca Comics 2008. Cura anche l'albo digitale coprodotto da Ubisoft, contenente una storia tra Lazarus Ledd e Sam Fisher, protagonista del videogame Tom Clancy's Splinter Cell. La storia è premiata da Ubisoft France come miglior iniziativa promozionale europea.
Dopo le esperienze editoriali, a partire dal 2005 si dedica soprattutto all'attività di autore televisivo, lavorando a programmi Mediaset come Mistero, Il bivio - Cosa sarebbe successo se..., Buddy, Quello che le donne non dicono, Real C.S.I. e Invincibili.
Ha collaborato con diversi scrittori, tra i quali Valerio Evangelisti e Andrea G. Pinketts.
Nel 2011 pubblica Contatto, un libro sui rapimenti alieni, libro tra i più venduti del settore durante l'autunno 2011. Nel 2012 scrive il libro Indagine sull'Aldilà sul tema dell'esistenza della vita dopo la morte. Nel gennaio 2013 è uscito un volume del fumetto Maxi Zagor dal titolo I sabotatori.
Nel novembre 2013 pubblica il libro Adam Kadmon, dedicato al personaggio che nella trasmissione televisiva Mistero, della quale Ade Capone è uno degli autori, è rappresentato come un misterioso appartenente a culture esoteriche che, celando il suo viso con una maschera, sostiene svariate teorie del complotto.
Da febbraio 2013 e sino alla sua morte dirige la rivista "Mistero" edita da Fivestore (RTI-Mediaset), per la quale scrive anche articoli.
A Lucca comics 2014 annuncia per il 2015 la pubblicazione della storia finale di Lazarus Ledd, intitolata "The End", specificando poi che l'avrebbe pubblicata "quando pronta" e della quale pubblica un booktrailer nel novembre 2014.
Muore il 4 febbraio 2015 all'età di 56 anni a causa di un infarto.
Dopo la sua scomparsa, gli è stato intitolato il premio per sceneggiatori di fumetti esordienti "Ade Capone".